# Coppa dell'Imperatore 2025
La Coppa dell'Imperatore 2025, anche nota come JFA Emperor's Cup 2025, è la 105ª edizione della coppa nazionale giapponese di calcio. La competizione è iniziata il 24 maggio 2025 e terminerà il 22 novembre 2025 con la finale. Alla competizione partecipano le squadre che militano in J1 League, J2 League e in Japan Football League. La squadra campione in carica è il Vissel Kōbe, che ha conquistato la sua seconda coppa nazionale nell'edizione 2024 e prenderà parte alla competizione dal secondo turno.

## Calendario
Il calendario completo della competizione è stato annunciato il 4 febbraio 2025.
A causa della partecipazione dell'Urawa Reds alla Coppa del mondo per club FIFA 2025, in sovrapposizione con il secondo e il terzo turno della competizione, la federazione ha ammesso la squadra direttamente agli ottavi di finale.
Il programma del torneo è il seguente.
| Turno            | Date                          | Numero di incontri | Squadre partecipanti | Entranti in questo turno                                                                                           |
| ---------------- | ----------------------------- | ------------------ | -------------------- | --- |
| Primo turno      | 24-25 maggio 2025             | 27                 | 54 (47+6+1) → 27     | 47 squadre dalle coppe delle singole prefetture 1 squadra amatoriale designata dalla JFA 6 squadre dalla J2 League |
| Secondo turno    | 11-18 giugno 2025             | 32                 | 64 (27+19+14) → 30   | 19 squadre dalla J1 League 14 squadre dalla J2 League                                                              |
| Terzo turno      | 16-23 luglio 2025             | 15                 | 30 → 15              | -- |
| Ottavi di finale | 6-13 agosto 2025              | 8                  | 16 (15+1) → 8        | Urawa Reds |
| Quarti di finale | 27 agosto - 10 settembre 2025 | 4                  | 8 → 4                | -- |
| Semifinali       | 16 novembre 2025              | 2                  | 4 → 2                | -- |
| Finale           | 22 novembre 2025              | 1                  | 2 → 1                | -- |

## Partite

### Primo turno
Il sorteggio del primo turno si è tenuto il 7 marzo 2025.
| Squadra 1               | Risultato       | Squadra 2               |
| ----------------------- | --------------- | ----------------------- |
| 24 maggio 2025          |                 |                         |
| Kamatamare Sanuki       | 2 – 2 (4-5 dtr) | Kochi Utd               |
| Sendai University       | 2 – 4           | Toyo University         |
| Mito HollyHock          | 0 – 1           | Sagamihara              |
| Brew Saga               | 2 – 1           | Hirondelle Kumamoto     |
| Gifu                    | 3 – 1           | Toyama Club             |
| Kyoto Sangyo University | 3 – 1           | Moriyama Samurai 2000   |
| Nara Club               | 3 – 1 (dts)     | Niigata University H&W  |
| 25 maggio 2025          |                 |                         |
| Fukui United            | 1 – 0           | Honda                   |
| Fukuyama City           | 2 – 1           | FC Tokushima            |
| Fukushima Utd           | 9 – 1           | Tokyo Int. University   |
| ReinMeer Aomori         | 5 – 0           | BTOP Hokkaido           |
| Veertien Mie            | 1 – 0           | YGU Pegasus             |
| Imabari                 | 0 – 2           | Kagoshima Utd           |
| Thespa Gunma            | 1 – 0           | Hosei University        |
| RB Omiya Ardija         | 0 – 1           | Tsukuba University      |
| Okinawa SV              | 4 – 1           | Verspah Ōita            |
| Belugarosso Iwami       | 0 – 1           | Giravanz Kitakyushu     |
| Baleine Shimonoseki     | 2 – 1 (dts)     | Int. Paficic University |
| Matsumoto Yamaga        | 2 – 1 (dts)     | FC Osaka                |
| Zweigen Kanazawa        | 6 – 0           | Chukyo University       |
| Oita Trinita            | 6 – 0           | Lvnirosso               |
| Arterivo Wakayama       | 4 – 3           | Basara Hyogo            |
| Kataller Toyama         | 2 – 1           | Juntendo University     |
| Iwate Grulla Morioka    | 6 – 0           | North Asia University   |

### Secondo turno
| Squadra 1           | Risultato       | Squadra 2               |
| ------------------- | --------------- | ----------------------- |
| 11 giugno 2025      |                 |                         |
| Vissel Kōbe         | 4 – 1           | Kochi Utd               |
| Ventforet Kofu      | 2 – 1           | Fukui United            |
| Albirex Niigata     | 1 – 0 (dts)     | Fukuyam City            |
| Kashiwa Reysol      | 0 – 2 (dts)     | Toyo University         |
| Kawasaki Frontale   | 4 – 3           | Fukushima Utd           |
| Júbilo Iwata        | 1 – 2           | Sagamihara              |
| Yokohama F·Marinos  | 0 – 2           | ReinMeer Aomori         |
| Iwaki               | 1 – 2           | Blaublitz Akita         |
| Montedio Yamagata   | 2 – 1           | Kagoshima Utd           |
| Kashima Antlers     | 4 – 0           | Thespa Gunma            |
| V-Varen Nagasaki    | 2 – 1           | Veertien Mie            |
| Avispa Fukuoka      | 2 – 0           | Okinawa SV              |
| Fagiano Okayama     | 0 – 2           | Giravanz Kitakyushu     |
| Sanfrecce Hiroshima | 3 – 1           | Brew Saga               |
| Fujieda MYFC        | 2 – 0           | Baleine Shimonoseki     |
| Shonan Bellmare     | 2 – 0           | Gifu                    |
| Shimizu S-Pulse     | 4 – 2           | Matsumoto Yamaga        |
| Cerezo Osaka        | 5 – 0           | Arterivo Wakayama       |
| Tokushima Vortis    | 2 – 1           | Renofa Yamaguchi        |
| Machida Zelvia      | 2 – 1           | Kyoto Sangyo University |
| Vegalta Sendai      | 0 – 1           | Kataller Toyama         |
| Kyoto Sanga         | 1 – 0           | Nara Club               |
| Tokyo Verdy         | 3 – 1           | Tochigi                 |
| Sagan Tosu          | 1 – 0           | Ehime                   |
| Nagoya Grampus      | 3 – 0           | Veroskronos Tsuno       |
| JEF United          | 1 – 1 (4-5 dtr) | Roasso Kumamoto         |
| 18 giugno 2025      |                 |                         |
| Gamba Osaka         | 2 – 1           | Veertien Mie            |
| FC Tokyo            | 3 – 1           | Zweigen Kanazawa        |
| Consadole Sapporo   | 2 – 2 (3-5 dtr) | Oita Trinita            |
| Yokohama FC         | 2 – 1           | Iwate Grulla Morioka    |

### Terzo turno
| Squadra 1           | Risultato       | Squadra 2           |
| ------------------- | --------------- | ------------------- |
| 16 luglio 2025      |                 |                     |
| Vissel Kōbe         | 2 – 1 (dts)     | Ventforet Kofu      |
| Albirex Niigata     | 1 – 2           | Toyo University     |
| Kawasaki Frontale   | 0 – 0 (1-3 dtr) | Sagamihara          |
| ReinMeer Aomori     | 1 - 2           | Blaublitz Akita     |
| Gamba Osaka         | 4 – 4 (3-4 dtr) | Montedio Yamagata   |
| Kashima Antlers     | 2 – 1           | V-Varen Nagasaki    |
| Avispa Fukuoka      | 0 – 0 (4-2 dtr) | Giravanz Kitakyushu |
| Sanfrecce Hiroshima | 5 – 2           | Fujieda MYFC        |
| Shonan Bellmare     | 0 - 1           | Shimizu S-Pulse     |
| FC Tokyo            | 2 – 0           | Oita Trinita        |
| Cerezo Osaka        | 2 – 0           | Tokushima Vortis    |
| Machida Zelvia      | 2 – 1           | Kataller Toyama     |
| Kyoto Sanga         | 3 – 3 (4-3 dtr) | Yokohama FC         |
| Tokyo Verdy         | 1 – 0           | Sagan Tosu          |
| Nagoya Grampus      | 2 – 1           | Roasso Kumamoto     |

### Ottavi di finale
| Squadra 1           | Risultato   | Squadra 2       |
| ------------------- | ----------- | --------------- |
| 6 agosto 2025       |             |                 |
| Vissel Kōbe         | 2 – 1 (dts) | Toyo University |
| Sagamihara          | 2 – 1 (dts) | Blaublitz Akita |
| Montedio Yamagata   | 1 - 2       | Urawa Reds      |
| Kashima Antlers     | 3 – 2 (dts) | Avispa Fukuoka  |
| Sanfrecce Hiroshima | 3 – 0       | Shimizu S-Pulse |
| FC Tokyo            | 2 – 1       | Cerezo Osaka    |
| Machida Zelvia      | 1 – 0       | Kyoto Sanga     |
| 13 agosto 2025      |             |                 |
| Tokyo Verdy         | 1 - 2       | Nagoya Grampus  |